# Rocourt (Jura)
Rocourt es una comuna suiza del cantón del Jura, situada en el distrito de Porrentruy. Limita al norte con la comuna de Fahy, al este y sur con Haute-Ajoie, y al oeste con Grandfontaine.